# Scopula cassiaria
Scopula cassiaria là một loài bướm đêm trong họ Geometridae.